# 김종기 (1947년)
김종기(1947년 7월 4일 ~ )는 대한민국의 기업인 출신 사회운동가이며, 푸른나무재단(청소년폭력예방재단) 설립자다.

## 학력
- 목포북교국민학교 졸업
- 목포중학교 졸업
- 1966년 경복고등학교 졸업
- 1975년 성균관대학교 행정학과 학사

## 경력
- 1975년 삼성그룹 입사
- 1975년~1985년 삼성그룹 비서실
- 1985년~1991년 삼성전자 홍콩법인장
- 1991년 삼성전자 전략수출담당 임원
- 1992년 신원그룹 기조실장 전무이사
- 1995년 청소년폭력예방재단 설립 겸 초대 이사장
- 학교폭력대책국민협의회 공동대표
- 학교폭력위원회 공동위원장

## 수상 내역
- 2014년 아쇼카 시니어 펠로우
- 2018년 제32회 인촌상 교육 부문
- 2019년 제61회 막사이사이상 수상

## 저서
- 2013년 <아버지의 이름으로>: 은행나무

## 가족 관계
- 아들은 김대현(1979년 ~ 1995년 6월 8일)이며, 학교 폭력에 시달리다가 아파트에서 투신 자살하여 세상을 떠났다.

## 같이 보기
- 이대봉 - 기업인, 참빛그룹 회장